# Kievskaja (Arbatsko-Pokrovskaja)
Kievskaja (in russo: Киевская), che prende il nome dalla vicina Stazione Ferroviaria Kievsky, è una stazione della Linea Arbatsko-Pokrovskaja, della Metropolitana di Mosca.
Aperta nel 1953, è riccamente decorata nello stile quasi-barocco che predominò all'inizio degli anni cinquanta. I pilastri squadrati sono ricoperti in marmo bianco degli Urali e in piastrelle di ceramica decorate, mentre il soffitto è decorato con una serie di affreschi realizzati da vari artisti che ritraggono la vita in Ucraina. Un grande mosaico al termine della banchina commemora il 300º anniversario della riunificazione di Russia e Ucraina. L'illuminazione proviene da una serie di lampadari esagonali. Gli architetti della stazione furono L.V. Lile, V.A. Litvinov, M.F. Markovsky e V.M. Dobrokovsky.
Kievskaja non ha un suo ingresso proprio; le scale mobili al termine del tunnel portano invece al Kievskaja-Kol'cevaja, stazione di intercambio che si trova sulla Linea Kol'cevaja, e da qui all'entrata della stazione, che si trova all'interno della stazione ferroviaria Kievsky.
Per mezzo secolo, Kievskaja è stata il capolinea della Linea Arbatsko-Pokrovskaja, ma nel 2003, con l'apertura di Park Pobedy, è divenuta una stazione di transito.

## Interscambi
Da questa stazione è possibile effettuare il trasbordo verso le stazioni Kievskaja sulla Linea Filëvskaja e Kievskaja-Kol'cevaja sulla linea circolare.